# Бой у острова Уэссан (1782)
Бой 20—21 апреля 1782 года (англ. Action of 20–21 April 1782) или Третий бой у острова Уэссан (англ. Third Battle of Ushant) — морской бой в Бискайском заливе между французским отрядом шевалье де Сильо из трёх линейных кораблей, сопровождавшим конвой, и отрядом Баррингтона из двух британских линейных кораблей, во время Американской войны за независимость.

## Бой
20 апреля HMS Foudroyant (80, капитан Джон Джервис), приданный флоту вице-адмирала Самуэла Баррингтона, в районе острова Уэссан, вместе с несколькими другими получил приказ на погоню за французами. К закату Foudroyant был далеко впереди остальных, и достаточно близко к французам, чтобы опознать их как конвой, в сопровождении четырёх военных кораблей, два из которых были линейные, 74-пушечный Pégase и 64-пушечный Actionnaire. Коновой вскоре разделился и самый большой корабль, 1778-тонный Pégase, преследуемый Foudroyant, привёлся к ветру для встречи противника. Примерно в это же время их накрыл сильный шквал с туманом, и Foudroyant потерял из виду эскадру, а примерно в половине первого часа пополуночи завязал ближний бой. Где-то через ¾ часа боя, Foudroyant сблизился с Pégase вплотную, и заставил его командира, шевалье де Сильо (англ. de Sillaus), сдаться. Из экипажа в 700 человек свыше 100 были убиты и ранены, в то время как остальные сдались в плен. На Foudroyant только два или три человека были ранены. К тому времени подошли другие корабли, и британцы овладели Pégase.
Тем временем HMS Queen (90), капитан Фредерик Мейтленд (англ. Frederick Maitland), на следующий день захватил другой французский корабль, вооружённый en flûte (в данном случае грузовой транспорт, лишь частично вооружённый 24 пушками, с экипажем менее 250 человек) после боя, который длился менее 20 минут, слишком слабо вооружённый для сопротивления французский корабль сдался.

## Последствия
На борту Actionnaire обнаружились одиннадцать сундуков голландского серебра, а также нижние мачты для четырёх 74-пушечных, в комплекте с парусами и оснасткой, помимо собственной мачты, которые были предназначены для недавно захваченного у берегов Суматры HMS Hannibal (переименованного в Petit Annibal). Британские потери в общей сложности были только 5 человек ранеными. Pégase был взят в Королевский флот и вступил в строй как HMS Pegase третьего ранга. С 1799 он использовался в качестве плавучей тюрьмы, служил в этой роли до 1815 года, после чего был разобран. Джон Джервис за этот бой был посвящён в рыцарство.